# Ед Харис
Едуард Алън „Ед“ Харис (на английски: Edward Allen „Ed“ Harris) е американски театрален и филмов актьор, режисьор, продуцент и сценарист. Към 2022 г. е носител на две награди „Златен глобус“ (1999 и 2013) и една награда „Сатурн“ (2017); номиниран е за две награди БАФТА (1999 и 2003), три награди „Сатурн“ (1991, 1999 и 2019), „Еми“ (2005, 2012 и 2018) и „Сателит“ (2001, 2002 и 2005), четири награди „Оскар“ (1996, 1999, 2001 и 2003). От 2015 г. има звезда на Холивудската алея на славата.
Участва в три филма, класирани от Американския филмов институт сред 100-те на вдъхновяващи филма на всички времена: „Красив ум“ (2001) (на 93-то място), „Истинските неща“ (1983) (на 19-о) и „Аполо 13“ (1995) (на 12-о). Други известни кинофилми с негово участие са: „Кръстоносци“ (1981), „Шоу на ужаса“ (1982), „Бездната“ (1989), „Гленгъри Глен Рос“ (1992), „Фирмата“ (1993), „Китайска луна“ (1994), „Никсън“ (1995), „Скалата“ (1996), „Втората майка“ (1998), „Шоуто на Труман“ (1998), „Враг пред портата“ (2001), „Полък“ (също и режисьор) (2000), „Часовете“ (2002), „Жертва на спасение“ (2007), „Апалуза“ (също и режисьор) (2008), „Гравитация“ (озвучаващ) (2013), „Снежен снаряд“ (2013), „Среднощно преследване“ (2015), „Майко!“ (2017). В телевизията Харис се отличава с ролите си на Майлс Роби в минисериала Empire Falls (2005), на американския сенатор Джон Маккейн в телевизионния филм „Смяна в плана“ (2012) и на Човека в черно в научнофантастичния сериал на HBO „Западен свят“ (2016 – 2020).

## Биография

### Ранни години
Ед Харис е роден на 28 ноември 1950 г. в Енгълуд, Ню Джърси, САЩ и израства в предградието Тенафлай. Отгледан е в презвитерианско семейство от средната класа. Родителите му са от Оклахома: Маргарет Шол – туристическа агентка и Робърт Л. „Боб“ Харис, работещ в книжарницата на Художествения институт в Чикаго и бивш певец в хора на Фред Уоринг. Харис е вторият от трима братя – Пол и Робърт.
Завършва гимназия „Тенафлай“ в Тенафлай, Ню Джърси през 1969 г., където играе във футболния отбор и е капитан на отбора през последната си година там. Спортист – звезда в гимназията, Харис се състезава по лека атлетика в Колумбийския университет в Ню Йорк през 1969 г. Когато две години по-късно семейството му се премества в щата Оклахома, Харис го последва, след като открива интереса си към актьорската игра в различни театрални пиеси. Записва се да учи драматургия в университета в Оклахома. След няколко успешни роли в местни театри (като The Jewel Box Theatre в Оклахома Сити) той се мести в Лос Анджелис и се записва в Калифорнийския художествен институт. В него Харис следва две години и получава бакалавърска степен по Изящни изкуства през 1975 г.

### Кариера

#### Ранни години
Харис започва кариерата си на театралната сцена. През 1976 г. играе агент на ФБР в световната премиера на пиесата на Томас Рикман „Валаам“ (Balaam) в Репертоарен театър Пасадена, разположен в историческия хотел „Карвър“. През 1976 г. в същия театър той играе ролята на Лот в премиерата по Западното крайбрежие на пиесата на Тенеси Уилямс „Земно кралство“ (Kingdom of Earth, известна и като The Seven Descents of Myrtle).
От средата на 70-те до средата на 80-те години Харис намира стабилна работа в телевизията. Той има роли в редица телевизионни сериали: появява се в един епизод на Gibbsville (1975), Delvecchio (1977), The Rockford Files (1978), David Cassidy – Man Undercover (1978), Barnaby Jones (1979), Paris (1980), CHiPs (1981), Hart to Hart (1981), Cassie & Co. (1981) и American Playhouse (1984), в два епизода на The Seekers (1979) и в три епизода на Lou Grant (1979, 1980 и 1981).
Дебютът му на Бродуей е през 1983 г. в пиесата Fool for Love на Сам Шепърд и той веднага е отличен с награда – Obie за изключителен актьор.

#### Следващи успехи и актьорска кариера
Първата филмова роля на Харис е през 1978 г. с второстепенната роля във филма „Кома“ (Coma) с участието на Майкъл Дъглас. Първата му основна роля във филм е две години по-късно с „Границата“ (Borderline) (1980), в която той играе заедно с Чарлс Бронсън. През 1981 г. Харис получава първата си главна роля като Уилям „Били“ Дейвис – крал на панаирна мотоциклетна трупа (роля по модел на крал Артур) в култовия филм „Кръстоносци“ (Knightriders), режисиран от Джордж А. Ромеро. На следващата година има малка роля като Ханк Блейн в „Шоу на ужаса“ (Creepshow), режисиран отново от Ромеро, базиран на история на Стивън Кинг.
През 1983 г. става добре известен с ролята си на астронавта Джон Глен в „Истинските неща“ (The Right Stuff). През 1984 г. участва в драматичния филм на Робърт Бентън „Места в сърцето“ (Places in the Heart), и по време на снимките се запознава и жени (в Уаксахачи, Тексас) за съпругата си – актрисата Ейми Мадиган (род. 21 ноември 1983 г.).
Също така през 1984 г. той участва заедно с Голди Хоун и Кърт Ръсел в режисирания от Джонатан Деми биографичен филм „Двойна смяна“ (Swing Shift), а през 1985 г. играе Чарли Дик – съпруг на Патси Клайн (в ролята: Джесика Ланг) във филма на HBO „Сладки мечти“ (Sweet Dreams).
През 1986 г. Харис получава номинация за наградата „Тони“ в категорията „Най-добър актьор в пиеса“ за ролята си в Precious Sons на Джордж Фърт. Той също така печели наградите The World World Award и Drama Desk Award за „Изключителен актьор в пиеса“ за изпълнението си. След това играе Уилям Уокър – американец от 19 век, самоназначил се за президент на Никарагуа, в Walker (1987). Същата година той е в ролята на Хари Наш в телевизионния трилър на HBO The Last Innocent Man.
През 1988 г. участва във филма на Агнешка Холанд „Да убиеш свещеник“ (To Kill a Priest) с участието на Кристоф Ламбер, базиран на Йежи Попелушко и убийството му в полския комунистически режим. Той е добре приет от критиците.
През 1989 г. ролята му на Дейвид „Дейв“ Фланиган в „Сенки от миналото“ (Jacknife) му донася първата номинация за наградата „Златен глобус“ за най-добър актьор в поддържаща роля – филм. Същата година той играе ролята на Върджил „Бъд“ Бригман в научнофантастичния филм „Бездната“ (The Abyss), режисиран от Джеймс Камерън. Поради нараняванията си по време на снимките той почти отказва ролята на Франки Фланери в „Акт на милосърдие“ (State of Grace) (1990).
През 1992 г. Харис е в ролята на Дейв Мос в драматичния филм „Гленгъри Глен Рос“ (Glengarry Glenn Ross), базиран на едноименната пиеса на Дейвид Мамет. За изпълнението си във филма той печели наградата на Международния филмов фестивал във Валядолид за най-добър актьор. След това се появява във филмите „Фирмата“ (The Firm) (1993) и в базирания на история на Стивън Кинг „Необходими вещи“ (Needful Things) (1993), преди да изиграе главната роля на Кайл Бодин в нео ноар филма China Moon (1994).
През 1995 г. Харис играе ролята на Уотъргейт героя Е. Хауърд Хънт в биографичния филм на Оливър Стоун „Никсън“ (Nixon). Същата година получава първата си номинация за Оскар за най-добра поддържаща мъжка роля за изпълнението си на ролята на Джейн Кранц – директор на мисията на НАСА в „Аполо 13“ (Apollo 13). През 1996 г. Харис участва и е изпълнителен продуцент в телевизионната адаптация на Riders of the Purple Sage. Същата година той се завръща на Бродуей като майор Стив Арнолд в пиесата на Роналд Харуд Taking Sides. През 1998 г. участието му в главната роля в „Шоуто на Труман“ (The Truman Show) му носи втора номинация за Оскар за най-добра поддържаща мъжка роля и Златен глобус за най-добър актьор в поддържаща роля.
Харис дебютира като режисьор през 2000 г. с драматичния биографичен филм „Полък“ (Pollock), в който играе художника Джаксън Полък. За изпълнението си във филма той е номиниран за първия си Оскар за най-добра мъжка роля (и общо трети „Оскар“). За да се подготви за ролята, той кара да му построят малко студио у дома му, в което копира техниките на художника. Две години по-късно актьорът е номиниран за четвъртата си награда „Оскар“ (трета в категорията за най-добър поддържащ актьор) за ролята си на Ричард Браун в британско-американския драматичен филм „Часовете“ (The Hours).
Между двете роли, номинирани за Оскар, той се появява в биографичната драма „Красив ум“ (Beautiful Mind) (2001) и играе германския снайперист майор Ервин Кьоних във военния трилър „Враг пред портите“ (Enemy at the Gates) (2001). От юни до юли 2002 г. участва в рекламите на Опел Вектра в Обединеното кралство.
За главната си роля на Майлс Роби в минисериала Empire Falls от 2005 г. Харис е номиниран за наградата „Еми“ за изключителен главен актьор в минисериал или филм и за наградата „Златен глобус“ за най-добър актьор в минисериал или телевизионен филм. През същата година той играе отмъстителен мафиот в „Тъмно минало“ (A History of Violence) (2005) на Дейвид Кронънбърг с участието на Виго Мортенсен. През 2006 г. изпълнява ролята на композитора Лудвиг ван Бетховен във филма „Партитурите на Бетовен“ (Copying Beethoven) и участва в документалния телевизионен филм „Геноцидът на арменците“ (Armenian Genocide) като американския дипломат Лесли Дейвис. След това той се появява заедно с Кейси Афлек и Морган Фрийман в режисирания от Бен Афлек мистериозен нео ноар филм „Жертва на спасение“ (Gone Baby Gone) (2007). Впоследствие Харис играе ролята на антагониста Мич Уилкинсън в „Национално съкровище: Книга на тайните“ (National Treasure: Books of Secrets) (2007), където си партнира с Никълъс Кейдж.
През 2008 г. той е сценарист, режисьор и звезда заедно с Виго Мортенсен в уестърна „Апалуза“ (Apaloosa). През 2010 г. актьорът и съпругата му Ейми Мадиган се появяват заедно в независимата криминална драма на Аш Адамс Once Fallen. По-късно същата година той участва в апокалиптичната драма „Бягството“ (The Way Back) като Г-н Смит. Изпълнението му получава много критични похвали и е предложен от критиците за пета номинация за Оскар.
През 2012 г. Харис играе заедно със Сам Уъртингтън в трилъра „Мъж на ръба“ (Man on a Ledge). След това печели наградата „Златен глобус“ за най-добър поддържащ актьор в сериал, минисериал или телевизионен филм, и е номиниран за наградата „Еми“ за изключителен поддържащ актьор в минисериал или филм за изпълнението си като сенатор Джон Маккейн в политическия драматичен филм на HBO „Смяна в плана“ (Game Change).
През 2013 г. Харис се появява в трилъра уестърн „Сладка вода“ (Sweetwater) и заедно с Анет Бенинг – в романтичния драматичен филм „Лицето на любовта“ (The Face of Love). След това той озвучава Контрола над мисията в космическия епос „Гравитация“ (Gravity) (2013) на Алфонсо Куарон с участието на Сандра Бълок и Джордж Клуни.
През 2015 г. актьорът играе главния герой във филмовата версия на шекспировата трагедия „Цимбелин“ (Cymbeline). През 2016 г. се появява заедно със съпругата си Ейми Мадиган и с Таиса Фармига в римейка на трупата The New Group на пиесата на Сам Шепърд Buried Child, заради което е номиниран за наградата „Люсил Лортел“ за изключителен главен актьор в пиеса. На 13 март актьорът получава звезда на Холивудската алея на славата.
През 2016 г. започва да играе злодея Човек в черно в научнофантастичния трилър сериал на HBO „Западен свят“ (Westworld) и има съвместна роля в актьорската група в романтичната комедийна драма на Уорън Бейти „Правилата не важат“ (Rules Don't Apply) с Лили Колинс и Олдън Еренрайх. През 2017 г. се появява в научнофантастичния филм на Дийн Девлин „Геобуря“ (Geostorm) заедно с Джерард Бътлър и Анди Гарсия.
Харис има главната роля във филма на ужасите на Дарън Аронофски „Майко!“ (Madre!) (2017) заедно с Дженифър Лорънс, Хавиер Бардем, Мишел Пфайфър и Донал Глийсън.
На 5 ноември 2019 г. Харис е в ролята на Атикус Финч в сценичната адаптация на Аарон Соркин на „Да убиеш присмехулник“ (To Kill a Mockingbird) на Бродуей. Преди това ролята е изиграна от актьора Джеф Даниълс. Същата година актьорът участва във военната драма на Тод Робънсън The Last Full Measure.
През 2020 г. Харис изиграва ролята на генерал Патън в биографичния драматичен филм „Съпротива“ (Resistance), вдъхновен от живота на френския актьор Марсел Марсо.

## Личен живот
Харис се жени за актрисата Ейми Мадиган на 21 ноември 1983 г., докато снимат игралния филм „Места в сърцето“. Имат една дъщеря – Лили Долорес Харис (род. 3 май 1993 г.).
На 20 март 2012 г. Гилдията на екранните актьори (SAG) и Американската федерация на телевизионните и радио актьори (AFTRA) се обединяват, за да образуват SAG-AFTRA. Харис, заедно с други, включително Едуард Аснър, Мартин Шийн, Валери Харпър, Майкъл Бел и Уенди Шаал, са против сливането и завеждат неуспешно дело срещу президента на SAG Кен Хауърд и няколко негови вицепрезиденти, искайки то да бъде отменено. Искът е отхвърлен на 22 май 2012 г.
Харис има репутацията на сериозен актьор на снимачната площадка. През 2003 г. той получава почетна степен от Школата на Художествения институт на Чикаго, а на 17 май 2015 г. – и от колежа Муленберг в Алънтаун, Пенсилвания. На 13 март 2015 г. е отличен със звезда на Холивудската алея на славата, намираща се на булевард Холивуд 6712, за работата си във филми.
Той е един от няколкото актьори, които са наречени „Секс символът на Мислещата жена“ (другите са Хю Лори и Дензъл Уошингтън).
Приписва на актьорската игра ролята на помощник в превъзмогването на срамежливостта си на млади години.
През 2001 г. е избран за един от 50-те най-красиви хора на света в класация на американското списание „People“.
Една от любимите му книги е „Гроздовете на гнева“ на Джон Стайнбек.
Най-неудобният момент в живота му е когато е трябвало да рекламира смокинги за панаира в Оклахома през 1971 г.

## Участия
| година | заглавие                      | оригинално заглавие                | роля                            | режисьор                      | филмов жанр                      | забележки                              |
| ------ | ----------------------------- | ---------------------------------- | ------------------------------- | ----------------------------- | -------------------------------- | -------------------------------------- |
| 1977   |                               | The Amazing Howerd Hughes          | Ръс                             | Уилям. А. Грейъм              | драма, биографичен               | тв филм                                |
| 1978   | Кома                          | Coma                               | Жител на патологията n.2        | Майкъл Крайтън                | драма, ужаси, мистерия           |                                        |
| 1980   |                               | The Aliens Are Coming              | Чък Полчек                      | Харви Харт                    | ужаси, научнофантастичен         | тв филм                                |
| 1980   | Границата                     | Borderline                         | Хочкис                          | Джерълд Фридман               | драма, екшън                     |                                        |
| 1981   | Кръстоносци                   | Knightriders                       | Били                            | Джордж А. Ромеро              | драма, екшън                     |                                        |
| 1981   |                               | Dream On!                          |                                 | Ед Харкър                     | драма                            |                                        |
| 1982   | Шоу на ужаса                  | Creepshow                          | Ханк Блейн                      | Джордж А. Ромеро              | комедия, ужаси                   | сегмент „Father's Day“                 |
| 1983   | Под обстрел                   | Under Fire                         | Оутс                            | Роджър Спотисуд               | драма, военен                    |                                        |
| 1983   | Истинските неща               | The Right Stuff                    | Джон Глен                       | Филип Кауфман                 | биографичен, приключенски, драма |                                        |
| 1984   | Двойна смяна                  | Swing Shift                        | Джак Уолш                       | Джонатан Деми                 | драма, военен, романтичен        |                                        |
| 1984   |                               | Places in the Heart                | Уейн Ломакс                     | Робърт Бентън                 | драма                            |                                        |
| 1985   |                               | Alamo Bay                          | Шанг                            | Луи Мал                       | екшън, драма, романтичен         |                                        |
| 1985   | Кодово име: Изумруд           | Code Name: Emerald                 | Гус Ланг                        | Джонатан Сенгър               | екшън, драма, военен             |                                        |
| 1985   | Сладки мечти                  | Sweet Dreams                       | Чарли Дик                       | Карел Рейш                    | драма, биографичен, музикален    |                                        |
| 1987   |                               | The Last Innocent Man              | Хари Наш                        | Роджър Спотисуд               | трилър                           | тв филм                                |
| 1987   |                               | Walker                             | Уилям Уолкър                    | Алекс Кокс                    | биографичен, драма, исторически  |                                        |
| 1988   | Да убиеш свещеник             | To Kill a Priest                   | Стефан                          | Агнешка Холанд                | драма, исторически, трилър       |                                        |
| 1989   | Бездната                      | The Abyss                          | Бъд                             | Джеймс Камерън                | приключенски, драма, мистерия    |                                        |
| 1989   | Сенки от миналото             | Jacknife                           | Дейв                            | Дейвид Джоунс                 | драма                            |                                        |
| 1990   | Акт на милосърдие             | State of Grace                     | Франки                          | Фил Джоану                    | екшън, криминален, драма         |                                        |
| 1991   | Парис Траут                   | Paris Trout                        | Хари Сигрейвс                   | Стивън Гиленхал               | драма                            |                                        |
| 1992   | Гленгъри Глен Рос             | Glengarry Glenn Ross               | Дейв Мос                        | Джеймс Фоли                   | криминален, драма, мистерия      |                                        |
| 1992   | Мръсни номера                 | Running Mates                      | Хю Хатауей                      | Майкъл Линдзи-Хог             | комедия, романтичен              | тв филм                                |
| 1993   | Фирмата                       | The Firm                           | Уейн Терънс                     | Сидни Полак                   | драма, мистерия, трилър          |                                        |
| 1993   | Необходими вещи               | Needful Things                     | шериф Алан Пенгборн             | Фрейзър К. Хестън             | криминален, драма, романтичен    |                                        |
| 1994   | Китайска луна                 | China Moon                         | Кайл Бодин                      | Джон Бейли                    | криминален, драма, мистерия      |                                        |
| 1994   | За джобни пари                | Milk Money                         | Том                             | Ричард Бенджамин              | комедия, романтичен              |                                        |
| 1995   | Справедлива кауза             | Just Cause                         | Блеър Съливан                   | Арн Глимшър                   | екшън, криминален, драма         |                                        |
| 1995   | Никсън                        | Nixon                              | И. Хауърд Хънт                  | Оливър Стоун                  | драма, биографичен, исторически  |                                        |
| 1995   | Аполо 13                      | Apollo 13                          | Джийн Кранц                     | Рон Хауърд                    | драма, исторически               |                                        |
| 1996   | Ездачите от лилавите салвии   | Riders of the Purple Sage          | Джим Ласитър                    | Чалз Хейд                     | драма, романтичен, екшън         | тв филм; също и изпълнителен продуцент |
| 1996   | Скалата                       | The Rock                           | бригаден ген. Франсис Екс Хъмел | Майкъл Бей                    | екшън, приключенски, трилър      |                                        |
| 1996   | Око за око                    | Eye for an Eye                     | Мак Макен                       | Джон Шлезинджър               | криминален, драма, трилър        |                                        |
| 1997   | Абсолютна власт               | Absolute Power                     | Сет Франк                       | Клинт Истуд                   | екшън, драма, криминален         |                                        |
| 1998   | Шоуто на Труман               | The Truman Show                    | Кристоф                         | Питър Уиър                    | драма, комедия                   | „Златен глобус“                        |
| 1998   | Втората майка                 | Stepmom                            | Люк Харисън                     | Крис Кълъмбъс                 | драма                            |                                        |
| 1999   | Третото чудо                  | The Third Miracle                  | Франк Шор                       | Агнешка Холанд                | драма                            |                                        |
| 2000   | Полък                         | Pollock                            | Джаксън Полок                   | Ед Харис                      | биографичен, драма               | също режисьор и продуцент              |
| 2000   | Първокласна работа            | The Prime Gig                      | Кели Грант                      | Грегър Мошър                  | драма                            |                                        |
| 2000   | Да събудиш мъртвите           | Waking the Dead                    | Джери Чармайкъл                 | Кейт Гордън                   | драма, мистерия, романтичен      |                                        |
| 2001   | Враг пред портата             | Enemy at the Gates                 | Майор Кьониг                    | Жан-Жак Ано                   | драма, военен, исторически       |                                        |
| 2001   | Пишман войници                | Buffalo Soldiers                   | Полковник Берман                | Грегор Джордан                | комедия, криминален, драма       |                                        |
| 2001   | Красив ум                     | A Beautiful Mind                   | Уилям Парчър                    | Рон Хауърд                    | драма, биографичен               |                                        |
| 2002   | Часовете                      | The Hours                          | Ричард Браун                    | Скот Рудин                    | драма, романтичен                |                                        |
| 2003   | Радио                         | Radio                              | Треньор Харолд Джоунс           | Майкъл Толин                  | биографичен, драма, спортен      |                                        |
| 2003   | Скрити белези                 | The Human Stain                    | Лестър Фарли                    | Робърт Бентън                 | драма, романтичен, трилър        |                                        |
| 2003   | Маскиран и анонимен           | Masked and Anonymous               | Оска Вогел                      | Лари Чарлз                    | комедия, драма, музикален        |                                        |
| 2005   | Тъмно минало                  | A History of Violence              | Карл Фогарти                    | Дейвид Кронънбърг             | драма, трилър                    |                                        |
| 2005   | Презимуващите                 | Winter Passing                     | Дон Холдън                      | Адам Рап                      | комедия, драма                   |                                        |
| 2006   | Партитурите на Бетовен        | Copying Beethoven                  | Лудвиг ван Бетовен              | Агнешка Холанд                | биографичен, драма, музикален    |                                        |
| 2006   |                               | Two Tickets to Paradise            | Мелвил                          | Д. Б. Суини                   | комедия                          |                                        |
| 2007   | Чистачът                      | Cleaner                            | Еди Лоренцо                     | Рени Харлин                   | криминален, мистерия, трилър     |                                        |
| 2007   | Съкровището: Книга на тайните | National Treasure: Book of Secrets | Мич Уилкинсън                   | Джон Търтълтауб               | екшън, приключенски, мистерия    |                                        |
| 2007   | Жертва на спасение            | Gone Baby Gone                     | детектив Реми Бресан            | Бен Афлек                     | криминален, драма, мистерия      |                                        |
| 2008   | Апалуза                       | Apaloosa                           | Върджил Кол                     | Ед Харис                      | екшън, криминален, драма         | също режисьор, сценарист и продуцент   |
| 2008   |                               | Touching Home                      | Чарли Уинстън                   | Логан Милър, Ноа Милър        | драма, спортен                   |                                        |
| 2010   |                               | Virginia                           | Ричард Типтън                   | Дъстин Ленс Блек              | драма                            |                                        |
| 2010   | Бягството                     | The Way Back                       | Г-н Смит                        | Питър Уиър                    | приключенски, драма              |                                        |
| 2010   |                               | Once Fallen                        | Лайъм                           | Аш Адамс                      | криминален                       |                                        |
| 2011   |                               | That's What I Am                   | Мистър Саймън                   | Майк Павоне                   | комедия, драма, романтичен       |                                        |
| 2011   | Булевардът на спасението      | Salvation Boulevard                | Питър Блейлок                   | Джордж Ратлиф                 | комедия, криминален, драма       |                                        |
| 2012   | Смяна в плана                 | Game Change                        | Джон Маккейн                    | Джей Роач                     | биографичен, драма               | тв филм, „Златен глобус“               |
| 2012   | Мъж на ръба                   | Man on a Ledge                     | Дейвид Ингландър                | Азгър Лет                     | екшън, криминален, трилър        |                                        |
| 2013   | Сладка вода                   | Sweetwater                         | шериф Джексън                   | Логан Милър                   | трилър, уестърн                  |                                        |
| 2013   | Фантом                        | Phantom                            | Деми                            | Тод Робинсън                  | драма, исторически, трилър       |                                        |
| 2013   | Кръв и пот                    | Pan & Gain                         | Ед Дюбоа                        | Майкъл Бей                    | екшън, комедия, драма            |                                        |
| 2013   | Гравитация                    | Gravity                            | директор на контрола на мисия   | Алфонсо Куарон                |                                  |                                        |
| 2013   | Снежен снаряд                 | Snowpiercer                        | Уилфорд                         | Пон Джун Хо                   | екшън, драма, научнофантастичен  |                                        |
| 2013   | Лицето на любовта             | The Face of Love                   | Гарет Матис, Том Янг            | Ари Позин                     | драма, мистерия, романтичен      |                                        |
| 2014   | Цимбелин                      | Cymbeline                          | Цимбелин                        | Майкъл Алмерейда              | драма                            |                                        |
| 2014   | Граница                       | Frontera                           | Рой                             | Майкъл Бери                   | драма, тилър, уестърн            |                                        |
| 2015   |                               | The Adderall Diaries               | Нейл Елиът                      | Памела Романовски             | криминален, драма, трилър        |                                        |
| 2015   | Среднощно преследване         | Run All Night                      | Шон Макгайър                    | Жаум Колет-Сера               | екшън, драма, трилър             |                                        |
| 2016   | Правилата не важат            | Rules Don't Apply                  | Мистър Брансфорд                | Уорън Бийти                   | комедия, драма, романтичен       |                                        |
| 2016   | В неравна борба               | In Dubious Battle                  | Джой                            | Джеймс Франко                 | крининален, драма, исторически   |                                        |
| 2016   |                               | Burried Child                      | Додж                            | Скот Елиът, Дейвид Хорн       | драма                            |                                        |
| 2017   | Някой уродлив                 | A Crooked Somebody                 | Сам Вон                         | Тревър Уайт                   | криминален, драма                |                                        |
| 2017   | Майко!                        | Madre!                             | мъж                             | Дарън Аронофски               |                                  |                                        |
| 2017   | Кодахром                      | Kodachrome                         | Бен                             | Марк Разо                     | драма                            |                                        |
| 2017   | Геобуря                       | Geostorm                           | Леонард Декъм                   | Дин Девлин                    | екшън, научнофантастичен         |                                        |
| 2019   |                               | The Last Full Measure              | Рей Мот                         | Тод Робинсън                  | драма, военен                    |                                        |
| 2020   |                               | Resistance                         | ген. Патън                      | Джонатан Якубовиц             | биографичен, драма               |                                        |
| 2021   |                               | The Lost Daughter                  | Лайъл                           | Маги Гиленхал                 | драма                            |                                        |
| 2022   | Топ Гън: Мавърик              | Top Gun: Maverick                  |                                 | Джоузеф Козински              | екшън, драма                     |                                        |
| 2022   | Измъкни се ако можеш          | Get Away If You Can                | Алан                            | Доминик Браун и Терънс Мартин | драма, трилър                    |                                        |
| 2023   |                               | Downtown Owl                       | Хоръс Джоунс                    | Хамиш Линклейтър и Лили Рейб  | драма                            |                                        |
| 2024   |                               | Love Lies Bleeding                 | Лу старши                       | Рос Глас                      | екшън                            |                                        |
| 2024   |                               | My Dead Friend Zone                | Дейл                            | Кайл Хаусман-Стоукс           | драма, комедия                   |                                        |
|        |                               | Long Day's Journey into Night      | Джеймс Тайрън                   | Джонатан Кент                 | драма                            |                                        |
|        |                               | Riff Raff                          |                                 | Дито Монтиел                  | комедия                          |                                        |

| Година      | заглавие      | Оригинално заглавие            | Епизод(и)                     | Роля                        | Филмов жанр                     | Забел.   |
| ----------- | ------------- | ------------------------------ | ----------------------------- | --------------------------- | ------------------------------- | -------- |
| 1976        |               | Gibbsville                     | Trapped                       | Стив                        | драма                           |          |
| 1977        |               | Delvecchio                     | Cancelled Contract            | Дейви Брешихан              | драма, криминален               |          |
| 1978        |               | The Rockford Files             | Kill the Meseenger            | Руди Кемпнер                | драма, криминален               |          |
| 1978        |               | David Cassidy – Man Undercover | Deadly Convoy                 | Бен                         | драма, криминален               |          |
| 1979        |               | Barnaby Jones                  | School of Terror              | Глен Морган                 | драма, криминален               |          |
| 1979        |               | The Seekers                    | 1.1 и 1.2                     | лейтенант Уилям Кларк       | драма, исторически, военен      |          |
| 1980        |               | Paris                          | America the Beautiful         | Джон Дантли                 | драма                           |          |
| 1979 – 1981 |               | Lou Grant                      | Survival Hazard Hit           | Ралф Купър Рик Райнър Уорън | драма, криминален               |          |
| 1981        |               | Chips                          | Vagabonds                     | Лони Уилсън                 | драма, криминален               |          |
| 1981        |               | Hart to Hart                   | Heart of Darkness             | Арнълд Хармън               | екшън, приключенски, криминален |          |
| 1982        |               | Cassie & Co.                   | Lover Come Back               |                             | драма                           |          |
| 1984        |               | American Playhouse             | A Flash of Green              | Джими Уинг                  | комедия, драма, романтичен      |          |
| 1994        | Сблъсъкът     | The Stand                      | The Plague                    | ген. Старки                 | драма, приключенски             |          |
| 1997        |               | Great Perfomances              | Sam Shepard: Stalking Himself | себе си                     | драма, музикален                |          |
| 2005        | Емпайър Фолкс | Empire Folks                   | 1.1 и 1.2                     | Майлс Роби                  | драма, романтичен               |          |
| 2016 – 2022 | Западен свят  | Westworld                      | в 36 епизода                  | Мъжът в черно               | драма, мистерия                 | „Сатурн“ |

| Година | Оригинално наименование                                                         | Роля                        | забележки           |
| ------ | ------------------------------------------------------------------------------- | --------------------------- | ------------------- |
| 1989   | Premiere: Inside the Summer Blockbusters                                        | себе си                     | тв филм             |
| 1989   | The Making of 'The Abyss'                                                       | себе си                     | късометражно видео  |
| 1993   | Under Pressure: Making 'The Abyss'                                              | себе си                     | видео               |
| 1996   | Lost Moon: The Triumph of Apollo 13                                             | себе си                     | видео филм          |
| 1996   | The American Film Institute Salute to Clint Eastwood                            | себе си                     | TV Special          |
| 1997   | Big Guns Talk: The Story of the Western                                         | себе си                     |                     |
| 1997   | The Directors (еп. The Films of George A. Romero и The Films of Clint Eastwood) | себе си                     | тв сериал           |
| 1997   | Sean Connery Close Up                                                           | себе си                     | видео               |
| 1998   | Junket Whore                                                                    | себе си                     |                     |
| 1999   | Jackson Pollock: Love and Death on Long Island                                  | себе си                     | видео               |
| 2001   | Inside 'Enemy at the Gates'                                                     | себе си                     | късометражно видео  |
| 2001   | Enemy at the Gates: Through the Crosshairs                                      | себе си, майор Кьониг       | късометражно видео  |
| 2002   | Tibet: Cry of the Snow Lion                                                     | тибетски гласове зад камера |                     |
| 2002   | Sean Connery: An Intimate Portrait                                              | себе си                     |                     |
| 2003   | T-20 Years and Counting                                                         | Джон Глен                   | късометражно видео  |
| 2003   | Realizing 'The Right Stuff'                                                     | себе си                     | късометражно видео  |
| 2003   | Masked & Anonymous' Exposed                                                     | себе си                     | късометражно видео  |
| 2003   | Volcanoes of the Deep Sea                                                       | разказвач                   |                     |
|        | Budd Boetticher: An American Original                                           | разказвач                   | видео               |
| 2005   | Mantle                                                                          | себе си                     | тв филм             |
| 2005   | How's It Going to End? The Making of 'The Truman Show'                          | себе си                     | късмометражно видео |
| 2006   | AFI's 100 Years... 100 Cheers: America's Most Inspiring Movies                  | себе си                     | тв филм             |
| 2006   | The Unmaking of Scene 44                                                        | себе си                     | късометражно видео  |
| 2006   | Acts of Violence                                                                | себе си                     | видео               |
| 2006   | The Oklahoma Heismen                                                            | разказвач                   |                     |
| 2007   | Gone Baby Gone Featurette                                                       | себе си                     | видео               |
| 2007   | Just Desserts: The Making of 'Creepshow'                                        | себе си                     | видео               |
| 2008   | Going Home: Behind the Scenes with Ben Affleck                                  | себе си                     | късометражно видео  |
| 2008   | Dispatches from Nicaragua                                                       | себе си                     | видео               |
| 2008   | NT2: Set in History                                                             | себе си                     | късометражно видео  |
| 2008   | NT2: Creating the London Chase                                                  | себе си                     | късометражно видео  |
| 2008   | NT2: Evolution of a Golden City                                                 | себе си                     | късометражно видео  |
| 2008   | Dead On: The Life and Cinema of George A. Romero                                | себе си                     |                     |
| 2009   | Return to Tarawa: The Leon Cooper Story                                         | разказвач                   |                     |
| 2011   | The Hours: The Lives of Mrs. Dalloway                                           | себе си, Ричард Браун       | късометражно видео  |
| 2011   | The Hours: Three Women                                                          | себе си, Ричард Браун       | късометражно видео  |
| 2011   | That's What I Am: The Styles & Sets of the Sixties                              | себе си                     | късометражно видео  |
| 2011   | That's What I Am: Bloopers                                                      | себе си                     | късометражно видео  |
| 2011   | That's What I Am: Film Festival Premiere                                        | себе си                     | късометражно видео  |
| 2011   | Rising: Rebuilding Ground Zero                                                  | разказвач в 6 епизода       | тв сериал           |
| 2013   | The Genesis of a Legend: Ed Harris Remembers Knightriders                       | себе си                     | късометражно видео  |
| 2013   | Pain & Gain: The A Game – Michael Bay's 'Pain & Gain'                           | себе си                     | късометражно видео  |
| 2013   | Phantom: Facing the Apocalypse – Making Phantom                                 | себе си                     | късометражно видео  |
| 2015   | Run All Night: Shoot All Night                                                  | себе си                     | късометражно видео  |

| Година | Оригинално заглавие                                       | роля                      | филмов жанр                        | забележки     |
| ------ | --------------------------------------------------------- | ------------------------- | ---------------------------------- | ------------- |
| 1989   | Field of Dreams                                           | Гласът                    | драма, семеен                      | игрален филм  |
| 1994   | Baseball (еп. A Whole New Ballgame)                       | себе си                   | документален, исторически, спортен | тв минисериал |
| 1995   | Frasier (еп. Leapin' Lizards)                             | Роб                       | комедия                            | тв сериал     |
| 1996   | The Wild Bunch: An Album in Montage                       | Сам Пекинпа               | документален                       | късометражен  |
| 2002   | Just a Dream                                              | Старият Хенри Стърбък     | драма                              | игрален филм  |
| 2004   | Unforgivable Blackness: The Rise and Fall of Jack Johnson | други гласове             | документален, биографичен          |               |
| 2005   | Budd Boetticher: A Man Can Do That                        | разказвач                 | документален, биографичен          | тв филм       |
| 2006   | Armenian Genocide                                         | Амер. консул Лесли Дейвис | документален, исторически          | тв филм       |
| 2010   | Call of Duty: Black Ops                                   | Джейсън Хъдсън            |                                    | видеоигра     |
| 2010   | Wildfires: LA                                             | глас                      | документален                       | късометражен  |
| 2010   | Earthquakes: LA                                           | глас                      | документален                       | късометражен  |
| 2012   | Joan Miró: The Ladder of Escape                           | разказвач                 | документален                       | късометражен  |
| 2013   | Collision Point: The Race to Clean Up Space               | разказвач                 | видео документален                 | късометражен  |
| 2013   | Gravity                                                   | Контрол на мисията        | драма, научнофантастичен           | игрален филм  |
| 2014   | Planes: Fire & Rescue                                     | Блейд Рейнджър            |                                    | видеоигра     |
| 2014   | The Roosevelts: An Intimate History                       | разказвач                 | документален, биографичен          | тв минисериал |
| 2014   | Planes: Fire & Rescue                                     | Блейд Рейнджър            | анимационен, приключенски          |               |

| Година    | Оригинално заглавие                | роля              | Театър                                                   |
| --------- | ---------------------------------- | ----------------- | -------------------------------------------------------- |
| 1980      | Sweet Bird of Youth                | Чанс Уейн         | Gene Darnyasky Theater                                   |
| 1983      | Fool for Love                      | Еди               | Douglas Fairbanks Theater                                |
| 1986      | Precious Sons                      | Фред              | Longacre Theatre, Ню Йорк                                |
| 1994      | Simpatico                          | Лил Картър        | The Public Theater, Ню Йорк                              |
| 1996      | Taking Sides                       | майор Стив Арнълд | Brooks Atkinson Theatre, Ню Йорк                         |
| 2003      | Trumbo: Red, White and Blacklisted | Далтон Тръмбо     | Westside Theatre, Ню Йорк                                |
| 2006      | Wrecks                             | Едуард Кар        | The Public Theater                                       |
| 2013      | The Jacksonian                     | Бил Пърч          | Theatre Row, Ню Йорк                                     |
| 2016 – 17 | Buried Child                       | Додж              | The New Group, Off-Broadway, Trafalgar Studios, West End |
| 2018      | Good For Otto                      | Додж              | The New Group, Ню Йорк                                   |
| 2019 – 20 | To Kill a Mockingbird              | Атикъс Финч       | Shubert Theatre, Ню Йорк                                 |

## Признание
| година | награда | творба                              | забел. |
| ------ | --- | ----------------------------------- | --- |
| 1984   | „Оби“ за изключително актьорско изпълнение – мъже                                                                    | Fool for Love                       | |
| 1986   | Международна театрална награда                                                                                       | Precious Sons                       | |
| 1986   | „Драма Деск“ за изключителна актьорска игра в пиеса – мъже                                                           | Precious Sons                       | |
| 1992   | на Международния филмов фестивал във Валядолид                                                                       | Гленгъри Глен Рос                   | с Джак Лемън, Ал Пачино, Алън Аркин, Кевин Спейси, Алек Болдуин и Джонатан Прайс                                                                 |
| 1995   | „Люсил Лортъл“ за изключителен главен герой в пиеса                                                                  | Simpatico                           | |
| 1996   | „Изборът на критиката“ на Broadcast асоциация на филмовите критици, САЩ                                              | Аполо 13, Справедлива кауза, Никсън | |
| 1996   | на Югоизточната асоциация на филмовите критици, САЩ за най-добър актьор в поддържаща роля                            | Аполо 13                            | |
| 1996   | на Гилдията на екранните актьори за изключителна игра на актьорски състав                                            | Аполо 13                            | с Кевин Бейкън, Том Ханкс, Бил Пакстън, Катлин Куинлан и Гари Синийс                                                                             |
| 1997   | „Бронзов каубой“ на Музей Western Heritage за телевизионен филм                                                      | Ездачите от лилавите салвии         | с Чарлз Хейд – реж., Джил Денис – сцен., Ейми Мадиган – изп. продуцент и актриса, и Дейвид А. Розмънт (изп. продуцент)                           |
| 1998   | на Националния съвет на кинокритиците на САЩ за най-добър актьор в поддържаща роля                                   | Шоуто на Труман, Втората майка      | |
| 1999   | „Златен глобус“ за най-добър актьор в поддържаща роля в игрален филм                                                 | Шоуто на Труман                     | |
| 1999   | на Blockbuster Entertainment за любим поддържащ актьор в драма                                                       | Шоуто на Труман                     | |
| 1999   | на Югоизточната асоциация на филмовите критици, САЩ за най-добър актьор в поддържаща роля                            | Шоуто на Труман                     | |
| 2001   | на Асоциацията на филмовите критици на Торонто за най-добър актьор                                                   | Полък                               | |
| 2002   | на ACCA TV, САЩ за най-добра игра на актьорски състав                                                                | Часовете                            | с Тони Колет, Джеф Даниълс, Клеър Дейнс, Стивън Дилейн, Алисън Джени, Никол Кидман, Джулиан Мур, Джон С. Райли, Миранда Ричардсън и Мерил Стрийп |
| 2003   | „Голд Дерби“ за игра на актьорски състав                                                                             | Часовете                            | с Тони Колет, Джеф Даниълс, Клеър Дейнс, Стивън Дилейн, Алисън Джени, Никол Кидман, Джулиан Мур, Джон С. Райли, Миранда Ричардсън и Мерил Стрийп |
| 2003   | Италиански онлайн кинонагради за най-добър актьор в поддържаща роля                                                  | Часовете                            | |
| 2005   | Women's Image за актьор в телевизионен филм или минисериал                                                           | Emprire Falls                       | |
| 2006   | „Питър Дж. Оуънс“ на Международния филмов фестивал в Сан Франциско                                                   |                                     | |
| 2006   | на Националната асоциация на филмовите критици, САЩ                                                                  | Тъмно минало                        | |
| 2007   | Почетна „Лейди Харимагуада“ на Филмовия фестивал в Лас Палмас                                                        |                                     | |
| 2008   | на Бостънския филмов фестивал за най-добра филмова адаптация                                                         | Апалуза                             | с Робърт Кнот (сценарист и продуцент) |
| 2009   | „Бронзов каубой“ на Музей Western Heritage (САЩ) за игрален филм                                                     | Апалуза                             | с Робърт Кнот (сценарист и продуцент) |
| 2009   | „Кърк Дъглас“ за изключително филмово майсторство на Международния филмов фестивал в Санта Барбара                   |                                     | |
| 2012   | на ACCA TV, САЩ за най-добър актьор в поддържаща роля в тв филм или минисериал                                       | Смяна в плана                       | |
| 2012   | на Онлайн филмовата и телевизионна асоциация (САЩ) за най-добър актьор в поддържаща роля във филм или минисериал     | Смяна в плана                       | |
| 2013   | „Златен глобус“ за най-добър актьор в поддържаща роля в сериал, минисериал или телевизионен филм                     | Смяна в плана                       | |
| 2015   | Звезда на Холивудската алея на славата                                                                               |                                     | на 6712 Hollywood Blvd. |
| 2017   | „Сатурн“ на Академията за научнофантастични, фентъзи и хорър филми за най-добър актьор в поддържаща роля в телевизия | Западен свят                        | |
| 2018   | Почетен Гран При на Международния филмов фестивал в Каталония                                                        |                                     | |

Номинации
- 1983: Наградата на Асоциацията на нюйоркските филмови критици за най-добър актьор в поддържаща роля (Истинските неща)
- 1986: Награда „Тони“ за най-добър актьор в пиеса (Precious Sons)
- 1990: Награда „Златен глобус“ за най-добър актьор в поддържаща роля в кинофилм (Сенки от миналото)
- 1991: Награда „Сатурн“ на Академията за научнофантастични, фентъзи и хорър филми за най-добър актьор (Бездната)
- 1996: Награда на Гилдията на екранните актьори за най-добра игра на актьорски състав във филм (Никсън) (с Джоан Алън, Браян Бредфорд и др.)
- 1996: Награда на Филмовата академия на САЩ за най-добър актьор в поддържаща роля (Аполо 13)
- 1996: Награда „Златен глобус“ за най-добър актьор в поддържаща роля в кинофилм (Аполо 13)
- 1996: Награда на Асоциацията на чикагските филмови критици за най-добър актьор в поддържаща роля (Аполо 13)
- 1996: Награда на Асоцията на филмовите критици от Далас-Форт Уорт за най-добър актьор в поддържаща роля (Аполо 13)
- 1997: Награда на Гилдията на екранните актьори за изключително изпълнение на актьор в минисериал или телевизионен филм (Ездачите от лилавите салвии)
- 1999: Награда на Филмовата академия на САЩ за най-добър актьор в поддържаща роля (Шоуто на Труман)
- 1999: Награда БАФТА за най-добър актьор в поддържаща роля (Шоуто на Труман)
- 1999: Награда на Онлайн филмовата и телевизионна асоциация за най-добър актьор в поддържаща роля във филм или минисериал (Шоуто на Труман)
- 1999: Награда на Дружеството на онлайн филмовите критици за най-добър актьор в поддържаща роля (Шоуто на Труман)
- 1999: Награда „Сатурн“ за най-добър актьор в поддържаща роля (Шоуто на Труман)
- 2001: Награда „Сателит“ за най-добър киноактьор в драма (Красив ум)
- 2001: Награда на Филмовата академия на САЩ за най-добър актьор (Полък)
- 2001: Награда на Онлайн филмовата и телевизионна асоциация за най-добър актьор (Полък)
- 2002: Награда на Гилдията на екранните актьори за изключително изпълнение на актьорски състав в кинофилм (Красив ум) (с Пол Бетани, Дженифър Конъли и др.)
- 2002: Награда „Сателит“ за най-добър актьор в поддържаща роля – кинофилм (Красив ум)
- 2003: Награда на Филмовата академия на САЩ за най-добър актьор в поддържаща роля (Часовете)
- 2003: Награда БАФТА за най-добър актьор в поддържаща роля (Часовете)
- 2003: Награда „Златен глобус“ за най-добър актьор в поддържаща роля в кинофилм (Часовете)
- 2003: Награда на избора на критиката за най-добра игра на актьорски състав (Часовете) (с Мерил Стрийп, Никол Кидман, Джулиан Мур, Клеър Дейнс, Алисън Джени, Миранда Ричардсън, Джон С. Райли, Тони Колет и Стивън Дилейн)
- 2003: Награда на Гилдията на екранните актьори за изключително изпълнение на актьорски състав в кинофилм (Часовете) (с Мерил Стрийп и др.)
- 2003: Награда на Асоциацията на филмовите критици от Финикс за най-добър актьорски състав (Часовете) (с Мерил Стрийп, Никол Кидман, Джулиан Мур, Клеър Дейнс, Алисън Джени, Миранда Ричардсън, Джон С. Райли, Тони Колет и Стивън Дилейн)
- 2003: Награда на Асоцията на филмовите критици от Далас-Форт Уорт за най-добър актьор в поддържаща роля (Часовете)
- 2004: Награда на Кръга на Лондонските филмови критици за актьор на годината (Часовете)
- 2005: Награда „Еми“ за изключителен актьор в главна роля в минисериал или филм (Empire Falls)
- 2005: Награда „Сателит“ за най-добър актьор в минисериал или филм (Empire Falls)
- 2005: Награда на Онлайн филмовата и телевизионна асоциация за най-добър актьор във филм или минисериал (Empire Falls)
- 2006: Награда „Златен глобус“ за най-добър актьор в минисериал или телевизионен филм (Empire Falls)
- 2006: Награда на Гилдията на екранните актьори за изключително актьорско изпълнение – мъже в минисериал или телевизионен филм (Empire Falls)
- 2007: Награда на Outer Critics Circle за изключително солово изпълнение (Wrecks)
- 2007: Награда „Драма деск“ за изключително изпълнение (Wrecks)
- 2008: Кинонаграда на Избора на критиката за най-добра игра на актьорски състав („Жертва на спасение“) (с Ейми Райън, Кейси Афлек, Морган Фрийман, Джон Ащън и Мишел Монахан)
- 2012: Награда „Праймтайм Еми“ за изключително актьорско изпълнение – мъже, в минисериал или филм (Смяна в плана)
- 2012: Награда „Златна нимфа“ за най-добро актьорско изпълнение в телевизионен филм (Смяна в плана)
- 2013: Награда на Гилдията на екранните актьори за изключително актьорско изпълнение – мъже в минисериал или телевизионен филм (Смяна в плана)
- 2016: Награда „Люсил Лортъл“ за изключителен актьор в главна роля в пиеса (Buried Child)
- 2017: Награда на Гилдията на екранните актьори за изключително изпълнение на актьорски състав в драматичен сериал (Западен свят) (с Бен Барнс, Ингрид Болсьо Бердал и др.)
- 2018: Награда „Еми“ за изключителен актьор в главна роля в драматичен сериал (Западен свят)
- 2019: Награда „Сатурн“ за най-добър актьор в поддържаща роля – телевизия (Западен свят)